# کریم‌اوغلو (سولواووا)
کریم‌اوغلو (به ترکی استانبولی: Kerimoğlu) یک منطقهٔ مسکونی در ترکیه است که در سولواووا واقع شده‌است.